# Biométhane

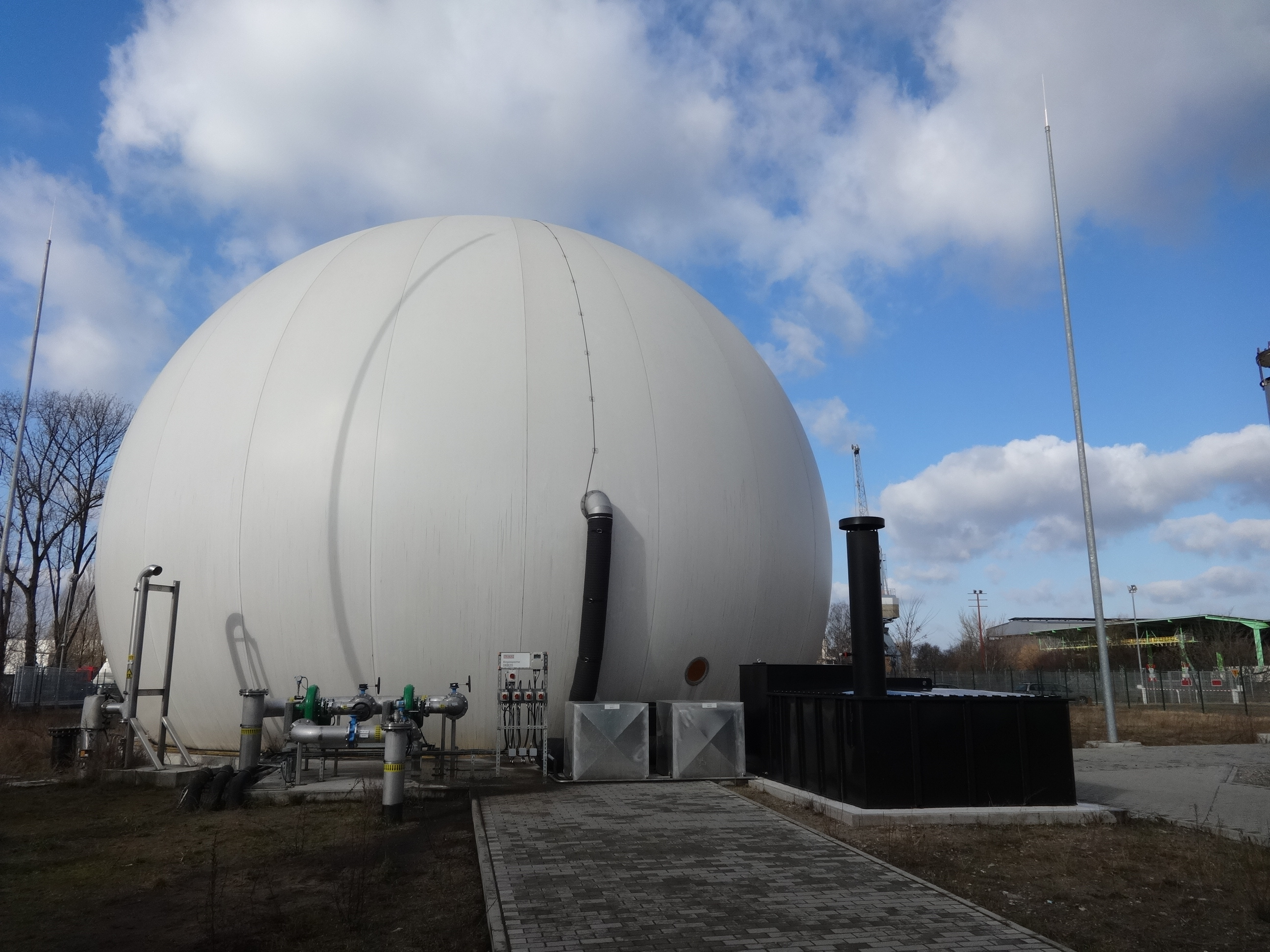
Stockage-tampon de biométhane d'une unité de production située à Berlin.

Le biométhane est un gaz riche en méthane provenant de l'épuration du biogaz issu de la méthanisation.
C'est la version renouvelable non fossile du gaz naturel ; une source d'énergie qui peut en Europe contribuer à l'objectif du paquet climat-énergie et à la transition énergétique, avec moins d'émissions de gaz à effet de serre (il vaut mieux brûler le méthane que le libérer dans l'air, car c'est un puissant gaz à effet de serre), dans une perspective de troisième révolution industrielle ou de développement durable.
Ce gaz peut, par exemple, être utilisé dans une chaudière, comme carburant de véhicules, alimenter des moteurs fixes ou être injecté dans le réseau de transport de gaz naturel (après épuration/purification).

## Éléments de définition

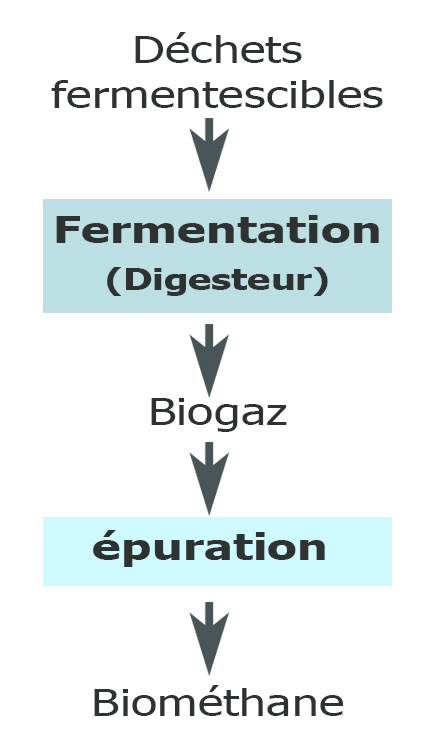
Séquences de transformation du déchet fermentescible en biogaz puis, après épuration/purification en biométhane

- Le biométhane est un biogaz épuré pour le rendre utilisable comme carburant ou acceptable pour le réseau de gaz naturel. En effet, le biogaz issu de la fermentation de matières organiques est énergétiquement pauvre : il ne contient que 40 à 60 % de méthane, et 40 à 60 % de CO2 et quelques traces d'autres composés indésirables dont le H2S. Pour obtenir du biométhane valorisable, le biogaz est épuré pour éliminer, dans la mesure du possible, le CO2 et les autres composés, et ne garder que le méthane qui a alors des qualités similaires à celles du gaz naturel. L'opérateur peut aussi récupérer du CO2 liquéfié issu du raffinage du biogaz et le valoriser en agriculture et dans certains secteurs industriels[3].

- Le pouvoir méthanogène (ou potentiel méthanogène) est — pour un échantillon donné de matière fermentescible — le volume de méthane biogaz issu de la dégradation anaérobie de cet échantillon introduit dans un digesteur, exprimé dans les conditions normales de température et de pression (CNTP : 0 °C, 1 013 hPa). C'est donc un indice de biodégradabilité.

## Usages
Le biométhane peut être valorisé in situ, comme carburant véhicule, ou être valorisé ailleurs après injection dans le réseau de distribution de gaz où il se mélange au gaz naturel fossile. Une pré-étude de marché faite en Suède en 2017 estime qu'un prix compétitif par rapport au gazole est possible en Suède, à partir de 50 GWh produits.
Il peut aussi permettre de produire de l'électricité, éventuellement en cogénération ou trigénération, mais avec moins de rentabilité que pour le solaire ou l'éolien (le rendement de transformation du biogaz en électricité est de 30 % en moyenne, améliorable en valorisant la chaleur fatale mais en restant alors moins intéressant que d'autres sources d'électricité renouvelables. Néanmoins il est facile à stocker, donc sa production d'électricité est pilotable à faible coût, contrairement à celles de l'éolien et du solaire.
Du biogaz peut aussi être converti en un carburant de synthèse (via le procédé Fischer-Tropsch) ou encore en ammoniac, en méthanol, ou en diméthyle éther par des moyens opérationnels maîtrisés depuis des années.
D'autres usages devraient se développer dans un futur proche : sur place ou à distance, ce gaz peut aussi être utilisé pour la carbochimie et pour une production de gaz de synthèse (mélange de CO et de H2) par de nouveaux moyens d'activation catalytique du biométhane ou de méthanation. Ces opérations (« reformage à sec du méthane » ou « vaporeformage ») posent encore des problèmes de dégradation du catalyseur à cause d'une formation de coke, c'est-à-dire une déposition de carbone sur le catalyseur). De nouveaux catalyseurs sont donc recherchés (ex : ruthénium), y compris pour l’oxydation du monoxyde de carbone et des suies issues du processus.
Les futurs gisements de biogaz se trouvent surtout en zones agricoles, moins desservies par le réseau de gaz, et le raccordement au réseau coûte environ 90 000 euros par kilomètre en France hors franchissement de rivières ou d'infrastructures de transport, partiellement à la charge du porteur de projet. Ainsi, le « portage » de biogaz ou de biométhane semble devoir se développer : le gaz est liquéfié (ce qui divise le volume par 600) ou simplement compressé puis collecté et transporté par camion vers un point d'injection.
Le producteur bénéficie ainsi du tarif d'achat correspondant à l'injection et d'une certaine souplesse pour sa production en étant moins vulnérable aux contraintes d'acceptabilité de son installation et de proximité d'un réseau de gaz, mais il doit investir dans un système d'installation de compression/liquéfaction, stockage et transport de matières dangereuses soumis en France à la réglementation ADR. Cette contrainte ne rend le projet rentable qu'à partir de 100 à 150 m3/h de production de biométhane. Le camion peut aussi desservir à proximité une station-service de bioGNL qui distribue du gaz naturel pour véhicules (GNV), comprimé (GNC) ou liquide (GNL). Un élargissement du tarif d'achat injection pour une utilisation directe du biométhane en carburant est en réflexion en 2017 en France et existe au Royaume-Uni, en Italie et en Suède.
Pour des véhicules le bioGNV est facilement adapté aux motorisations à allumage commandé et pollue bien moins que le diesel et l'essence (pas de particules). Un renforcement des infrastructures de distribution et prévue dans la directive européenne 2014/94, qui vise un maillage du territoire, avec à terme un point de charge au minimum tous les 150 km pour le GNC et 400 km pour le GNL.

## Production
Le biogaz utilisé pour produire le biométhane provient des digesteurs d'unité de méthanisation, c'est-à-dire d'une dégradation biologique de la matière organique contenue dans des « substrats » fermentescibles. Ces derniers ont plusieurs types d'origines :
- déchets urbains : ordures ménagères, déchets verts et boues d'épuration[9], permettant éventuellement une plus grande autonomie énergétique des stations d'épuration[10] ;
- cultures intermédiaires à vocation énergétique (CIVE) ;
- déchets agricoles : lisiers, fumiers, déchets de céréales, etc. qui peuvent être associés en milieu rural à la méthanisation de CIVE[11],[12] ;
- déchets industriels riches en matière organique : lactosérums, refus de cribles, poussières de céréales, graisses, déchets de fruits et légumes, etc.[13],[14].
- cultures notamment de maïs dont l'utilisation rentre en concurrence directe avec l'alimentation animale

Le biogaz est un mélange de différents gaz qui ne se prêtent pas tous aux utilisation courantes du gaz naturel. La composition typique du biogaz en sortie d'un digesteur anaérobique est donnée dans le tableau suivant.
| Gaz                 | Teneur dans le biogaz, %vol |
| ------------------- | --------------------------- |
| méthane             | 60-70                       |
| dioxyde de carbone  | 30-40                       |
| eau                 | 1-5                         |
| sulfure d'hydrogène | 0-0.4                       |
| ammoniac            | 0-0.01                      |

Si on veut remplace le gaz naturel par du biométhane, alors il faut purifier le biogaz. Les principales technologies de purification sont les suivantes, :
- Absorption dans l'eau. Le biogaz est lavé avec des grandes quantités d'eau, car la solubilité dans l'eau du dioxyde de carbone est plus élevée que celle du méthane. L'eau de lavage est ensuite régénérée par dégazage du dioxyde de carbone via chauffage de l'eau. L'eau peut être remplacée par un solvant, le diméthyléther de polyéthylène glycol, qui offre une différence de solubilité encore plus grande. De plus l'utilisation d'un solvant organique évite de devoir sécher le biométhane.
- Absorption dans un solvant d'amine. La capture de CO2 a entrainé le développement de différents solvants capables d'absorber de manière préférentielle le CO2. La grande sélectivité de ces solvants d'amine permet de réduire les pertes de méthane. Les solvants sont régénérés par chauffage à des températures élevées.
- Adsorption par inversion de pression. Le biogaz sous pression passe à travers une colonne d'adsorption contenant un solide tel que la charbon actif, la zéolite, le silica gel ou des résines synthétiques qui absorbent le CO2. Une fois le solide saturé, on isole la colonne et on applique un vide dans la colonne qui permet de désorber le solide.
- Séparation membranaire. Le biogaz sous pression circule le long d'une membrane qui va laisser passer de manière sélective le CO2. Ce procédé génère le plus de perte de méthane et ne permet pas d'obtenir une pureté aussi élevée qu'avec les autres technologies. Par contre, aucune régénération n'est nécessaire.
- Cryogénie. le méthane et le CO2 ont des points d'ébullition différents. On comprimant le biogaz, puis en le détendant après refroidissement, on génère du CO2 liquide alors que le méthane flashe et est récupéré sous forme gazeuse. Ce procédé permet une très bonne séparation des gaz, et une perte réduite du méthane, mais est très énergivore.

## Vers des standards de qualité de gaz
Selon leur mode de production et de la variété de la nature et qualité des matériaux fermentescible utilisés (boues urbaines, boues de papeterie, effluents agricoles, biodéchets des ménages, etc.), il existe une « variabilité de la composition microbiologique et chimique des biogaz »[réf. nécessaire] (sulfure d'hydrogène, oxygène et azote, et potentiellement « 250 autres composés chimiques… susceptibles d’être présents »[réf. nécessaire]) qui peuvent représenter jusqu'à 5 % du biogaz brut avant épuration et injection.
En France, Gaz de France (GDF), l'opérateur historique du réseau de gaz naturel, a édicté des spécifications techniques et un décret, préconise que « les transporteurs et distributeurs élaborent les prescriptions techniques que doivent respecter les opérateurs et les fournisseurs de gaz pour l’injection de gaz autre que le gaz naturel ». Son article 3 précise cependant que « dans le cas où est prévue l'injection dans un réseau de gaz autre que du gaz naturel, le ministre de l'Énergie peut confier à un organisme agréé une expertise destinée à établir que cette injection ne présente pas de risque pour la santé publique, la protection de l'environnement et la sécurité des installations ».

## Sécurité sanitaire
Les Ministères français de la Santé et de l'Écologie ont en septembre 2006 conjointement commandé à l'Afsset une « évaluation des risques liés à l’exposition à des composés toxiques entraînés par l’injection de biogaz dans le réseau pour les usagers à leur domicile, en vue de déterminer les caractéristiques, notamment en termes de composition, qui permettront de considérer qu’un biogaz est apte à l’injection dans le réseau de distribution, au regard des risques sanitaires pour l’usager », avec 4 demandes distinctes :
1. Recueil et analyse de la bibliographie et des retours d'expérience disponibles[18]
2. composition des biogaz dont en composés potentiellement toxiques (par rapport au gaz naturel tels que distribué)[18]
3. Évaluation des risques sanitaires induits par l'exposition à des agents toxiques, avant et après la combustion du gaz (par rapport au gaz naturel actuellement distribué), en distinguant donc « une phase d’exposition à du biogaz non brûlé (phase d’allumage), pour laquelle une composition a été déterminée pour différents types de biogaz (cf. contexte) à partir des données disponibles (biogaz bruts essentiellement et biogaz épurés) »[18] ;
4. Déterminer les caractéristiques de composition d'un biogaz[18]

Aspects sanitaires : 
Il n'existe pas encore de standards internationaux de « qualité toxicologique » pour l'injection de biogaz dans les réseaux. Mais quelques pays injectant du biogaz dans leur réseau ont adopté des spécifications techniques conçues pour préserver l'intégrité du réseau de distribution (C'était le cas en Europe en 2008 pour l’Allemagne, l’Autriche, les Pays-Bas, la Suède et la Suisse).
En 2008 les données concernant la qualité du gaz épuré étaient encore lacunaires selon l'AFSSET. Ces gaz secondaire ou particules indésirables peuvent notamment être « des organohalogénés, des hydrocarbures aromatiques polycycliques et monocycliques, des métaux, des aldéhydes, des alcanes, des alcools, des cétones, des esters, des alcènes, des composés soufrés et des éthers… ».
Un avis de l'Afsset a été rendu le 8 octobre 2008.
Il a porté sur deux phases :
- Phase d'allumage : Sur la base des données disponibles (lacunaires), l'AFSSET n'a pas mis en évidence de risques sanitaires pour une exposition aigüe au domicile au biogaz épuré, alors qu'un risque pourrait selon l'AFSSET exister pour le biogaz brut. Une exposition chronique au domicile correspond à un risque lié à l'hydrogène sulfuré, l’acétaldéhyde, le formaldéhyde, certains dérivés organochlorés, au benzène et au chrome, mais les méthodes actuelles de tri, la réglementation sur le traitement des déchets, puis l'épuration du biogaz devraient atténuer ce risque.
- Phase de cuisson : Si le biogaz a été correctement épuré, ses effets ne diffèrent a priori pas beaucoup de ceux du gaz naturel classique : les principaux polluants sont des oxydes d’azote, du monoxyde de carbone et des imbrûlés (composés organiques volatils, microparticules et nanoparticules…). Des métaux et métalloïdes toxiques (arsenic, chrome, nickel, cadmium…), du formaldéhyde et du benzène sont libérés dans l'air à la combustion, et peuvent poser problème en cas d'exposition chronique, mais pas plus que dans le cas du gaz naturel qui en contient des proportions comparables[18].

Le rapport s'est intéressé à plusieurs problèmes :
- Le fluor : Concernant le fluor total, il ne dépasse pas les spécifications édictées pour le gaz naturel fossile[18].
- Le soufre : Une partie du soufre total est apportée par l'ajout réglementé de tétrahydrothiophène (qui donne son odeur au gaz du réseau[18].
- Le risque microbiologique : Les données disponibles portent surtout le biogaz brut ; elles sont rares pour le biogaz épuré (et le gaz naturel)[18]. La microflore du biogaz n'est pas exactement celle du digesteur dont il provient, à la suite d'une « aérosolisation différentielle favorisant certaines bactéries » et une grande diversité d'espèces de bactérie (« >180 espèces différentes selon l'AFSSET ») est encore présente dans le biogaz brut (avant épuration), avec une densité de bactéries (mesurée par dénombrement au microscope) comparable à celle de l'air. Les résultats d'analyses par mise en culture de microorganismes cultivables trouvés dans le biogaz épuré avant entrée dans le réseau et au brûleur sont comparables. Une partie de ces organismes ne sont pas pathogènes, et selon l'AFSSET (voir p6/9 de l'avis 2008), même avec quelques litres de gaz imbrûlé au moment de l'allumage, par effet de dilution l'apport en pathogène serait très faible[18]. D'autres microorganismes pourraient être disséminés par le flux de gaz à partir de biofilms microbiens formés dans les tuyaux, mais ils ne semblent pas alors différents pour le biogaz et pour le gaz naturel[18].

Cette expertise collective de 2008 (à partir des informations disponibles) a conclu qu'un biogaz épuré de manière à répondre aux spécifications de GDF, et issu de fermentation de « déchets non dangereux » ne posait a priori pas de problèmes spécifiques (par rapport au gaz naturel géologique). faute de données, cette expertise n'a pas permis de conclure sur les biogaz issus de boues de station d’épuration et des déchets industriels autres que les déchets organiques fermentescibles de l’industrie agroalimentaire.
Face au « manque de données disponibles sur les compositions chimique et microbiologique des biogaz épurés, du gaz naturel ainsi que de leurs résidus de combustions » l'AFSSET suggère :
- d'améliorer la recherche d'éléments traces et de biocontaminants dans les biogaz et le gaz naturel avant et après injection dans le réseau, et après combustion[18] ;
- d'étudier l’« efficacité des systèmes d'épuration actuels et au fur et à mesure du développement de nouveaux procédés de production et d’épuration du biogaz »[18] ;
- de « produire des outils analytiques tenant compte des spécificités de la matrice biogaz et des considérations techniques, en vue de la mise en place d’analyses de routine dans les installations de production de biogaz » ;
- de produire des indicateurs de suivi de la qualité du biogaz ;
- de mieux documenter l'exposition (budgets espace-temps ainsi que les comportements des usagers à leur domicile.

## Historique du développement en Europe
En 2013, l'Italie a produit en biogaz 1815 Ktep, et l'Europe 14400 Ktep (1Ktep = 1 000 tonnes d'équivalent pétrole), selon le baromètre Eurobserv’er/Biogaz de 2014.
En 2015 l'Allemagne est loin en tête du classement européen des pays producteurs de biométhane avec 10 000 GWh injectés en 2015 dans les réseaux de gaz par 190 unités de production de biométhane selon le deuxième observatoire réalisé par le cabinet Sia Partners pour le think tank France Biométhane ; loin derrière arrive le Royaume-Uni en 2e position avec 51 unités injectant 2 000 GWh, puis les Pays-Bas avec 25 unités injectant 900 GWh, le Danemark avec 14 unités injectant 360 GWh, la Suède avec 60 unités injectant 290 GWh, l'Autriche avec 13 unités injectant 240 GWh, la Suisse avec 25 unités injectant 130 GWh, la France avec 20 unités injectant 82 GWh et la Finlande avec 10 unités injectant 76 GWh.
L'avance de l'Allemagne et du Royaume-Uni s'explique surtout par le fait que ces pays autorisent ou ont autorisé des « cultures dédiées » à la production de biogaz (y compris de denrées alimentaires comme le maïs), alors que la France n'autorise que l'utilisation de déchets, sauf cas particuliers comme les récoltes perdues et invendables pour cause de grêle ou de maladie. Dans le cadre des cultures intermédiaires à vocation énergétique (Cive), l'affectation de surfaces agricoles pour la production exclusive de bio-methane est autorisée. Ainsi plus d'un million d'hectares de maïs sont en France destinés à la production de méthane.
GreenGasGrids (GGG) est un programme européen financé par le programme « Énergie Intelligente en Europe ». Dans ce programme, l'ADEME a participé à un groupe de travail national sur l'injection de biogaz dans le réseau, ainsi qu'à l'écriture de deux scénarios pour « une vision pour le biométhane en France pour 2030 » (où dans le scénario le plus optimiste, le biométhane (issu de la méthanisation des déchets et de résidus de cultures) atteint 30 TWh/an (soit presque 10 % du gaz naturel consommé en France en 2030.

### En France

#### Années 1970-1980
La méthanisation a débuté avec le traitement des boues d'épuration communales, industrielles et des déchets agricoles. Près de 100 installations furent mises en place, mais la filière a décliné pendant 20 ans, les subventions publiques favorisant d'autres énergies et méthodes de gestion des déchets,.

#### Années 2010
L'idée d'injecter du biogaz épuré dans les réseaux de gaz naturel a émergé progressivement,,. Une étude publiée en 2009 a estimé que 5 à 10 % du gaz naturel distribué pourrait être substitué par le biométhane avant 2020. En 2010, 71 des 301 sites de stockage des déchets non dangereux produisaient du biogaz. Un quatrième site d'injection de biométhane dans le réseau a été inauguré en 2014.
Cette année-là, la législation a évolué pour faciliter l'injection de biométhane issu des stations d'épuration dans les réseaux de gaz. L’objectif fixé était que 60 stations injectent 500 GWh/an de biométhane avant 2020.
En 2014, environ 400 projets de méthanisation étaient à l'étude, mais des retards et des difficultés techniques ont freiné leur progression. Le rythme de création de méthaniseurs agricoles a chuté, mettant en péril l'objectif de 1 000 méthaniseurs en 2020. Fin 2015, seuls 180 méthaniseurs étaient opérationnels en France.
En septembre 2015, la première injection de biométhane dans le réseau de transport a eu lieu à Chagny. En 2016, 26 sites ont injecté 215 GWh dans le réseau, représentant 0,05 % de la consommation nationale. L’objectif était d’atteindre 8 TWh d’ici 2023.
En 2017, 29 unités produisaient 0,44 TWh/an, avec 241 projets en attente de raccordement. Le nombre d'installations a doublé par rapport à 2016, atteignant 533 GWh/an en juin, grâce à neuf nouvelles installations. Un arrêté en novembre a prévu la prise en charge de 40 % du coût de raccordement des installations de biométhane situées en zones rurales éloignées des réseaux.
Un projet de décret soumis en 2019 prévoyait 6 TWh de biogaz injectés dans les réseaux d'ici 2023 et entre 14 et 22 TWh d'ici 2028. Une loi en 2018 a instauré un "droit à l'injection" pour les producteurs de biogaz, avec une mutualisation des investissements pour renforcer les réseauX.

#### Années 2020 et prospectives
En 2020, 3 000 GWh/an issu du méthane doivent économiser  560 000 tonnes de gaz à effet de serre (équivalent de 250 000 logements). La filière a estimé pouvoir générer (de 2017 à 2020) 2 000 à 3 000 emplois non délocalisables et environ 10 000 à 15 000 autres emplois en exploitation-maintenance.
En janvier 2023, Engie et Arkema signent un contrat de fourniture par Engie de 3 TWh de biométhane sur dix ans pour alimente la fabrication d'un polyamide biosourcé.
L'objectif pour 2030 est de produire 56 TWh de biométhane, avec une montée à 400-550 TWh d'ici 2050 pour couvrir 100 % de la consommation de gaz en France grâce à la méthanisation, la gazéification de la biomasse et d'autres technologies.
GRDF s’est fixé l’objectif de 20 % de gaz vert injecté dans son réseau d’ici 2030, soit une production de 60 TWh de biométhane, un chiffre cinq fois supérieur à celui de 2023. Cet objectif repose sur le développement de la méthanisation, en particulier via des partenariats avec les acteurs du monde agricole.
En 2024, plus de 700 sites injectent du biométhane en France. À plus long terme, GRDF, Engie, GRTgaz et Teréga visent un réseau alimenté à 100 % par des gaz verts d’ici 2050,.

## Biosynthèse du méthane
Du méthane pur est produit par quelques espèces microbiennes dites « méthanogènes ». Cette biosynthèse est l'objet de recherches en 2017 (biomimétique éventuellement), pour une application dans les énergies renouvelables notamment.
La biogenèse du méthane est permise par la méthyl-coenzyme M réductase, une enzyme qui est aussi responsable de l'utilisation du méthane comme source d'énergie (par oxydation anaérobie).
Cette enzyme utilise un facteur auxiliaire appelé « coenzyme F430 », un tétrapyrrole modifié contenant du nickel qui favorise la catalyse à travers un intermédiaire méthyle radical/Ni(II)-thiolate intermédiaire. On ignore encore comment la coenzyme F430 est synthétisée (à partir d'une composé commun, le uroporphyrinogène III), mais on sait que la voie de synthèse implique une chélation, une amidation, une réduction d'anneau macrocyclique, une lactamisation et la formation d'anneau carbocyclique. 
Les protéines catalysant la biosynthèse de la coenzyme F430 (à partir de sirohydrochlorine, appelée CfbA-CfbE) ont été identifiées, ce qui ouvre la porte au développement de systèmes recombinants basés sur ces groupes métalloprothétiques. Cette meilleure compréhension de la biosynthèse d'un coenzyme de la production de méthane par les microbes complète les voies biosynthétiques connues pour une famille des composés importants incluant la chlorophylle, l'hème et la vitamine B12,.

### Guides
- INERIS (2018) Vers une méthanisation propre, sûre et durable |Recueil de bonnes pratiques en méthanisation agricole, guide rédigé par l'INERIS à la demande du ministère de la Transition écologique et solidaire (MTES), 84 pages